# Silke Hensel
Silke Hensel (* 27. Februar 1964 in Soltau) ist eine deutsche Historikerin.

## Leben
Sie erwarb 1991 den Magister Artium (Mittlere und Neuere Geschichte) an der Universität Hamburg. 1995 folgte die Promotion in Hamburg (Mittlere und Neuere Geschichte) und 2002 die Habilitation an der Universität zu Köln (Neuere Geschichte). Von 2004 bis 2021 war sie Professorin für neuere und Neueste Geschichte unter besonderer Berücksichtigung der außereuropäischen Geschichte an der Universität Münster. Seit April 2021 ist sie Professorin für Iberische und Lateinamerikanische Geschichte an der Universität zu Köln.
Seit 2008 ist Hensel Mitherausgeberin, seit 2016 Schriftleiterin des Jahrbuchs für Geschichte Lateinamerikas.
Ihre Forschungsschwerpunkte sind die iberische und lateinamerikanische Geschichte.

## Schriften (Auswahl)
- Eisenbahnen in Mexiko. Das Problem der wirtschaftlichen Modernisierung und ihrer sozialen und raumstrukturierenden Folgen im Porfiriat, 1876–1910. Hamburg 1993, ISBN 3-925682-33-3.
- Die Entstehung des Föderalismus in Mexiko. Die politische Elite Oaxacas zwischen Stadt, Region und Staat 1786–1835. Stuttgart 1997, ISBN 3-515-06943-7.
- Leben auf der Grenze. Diskursive Aus- und Abgrenzungen von Mexican Americans und Puertoricanern in den USA. Frankfurt am Main 2004, ISBN 3-86527-136-7.
- als Herausgeberin mit Barbara Rommé: Aus Westfalen in die Südsee. Katholische Mission in den deutschen Kolonien. Berlin 2018, ISBN 3-496-01611-6.